# خوان سوريانو
خوان سوريانو (بالإسبانية: Juan Soriano)‏ هو رسام مكسيكي، ولد في 18 أغسطس 1920 في غوادالاخارا في المكسيك، وتوفي في 10 فبراير 2006 في مدينة مكسيكو في المكسيك.